# Smoke On Records
Smoke On Records ist ein Independent-Label aus Deutschland, das vorwiegend Musik im Bereich Hip-Hop veröffentlicht. Das Label arbeitet mit verschiedenen Hip-Hop-Künstler aus der ganzen Welt zusammen.

## Diskografie

### Alben
| Nr.         | Jahr | Künstler                                   | Titel                                                  | Format   |
| ----------- | ---- | ------------------------------------------ | ------------------------------------------------------ | -------- |
| SOR-1000-1  | 2009 | Nine                                       | Quinine                                                | CD       |
| SOR-1001-1  | 2009 | Evil Pimp                                  | Face the Terror                                        | CD       |
| N/A         | 2010 | Evil Pimp                                  | I Be That Muthafucka                                   | CD       |
| N/A         | 2011 | Evil Pimp                                  | Witness Your Murder                                    | 2xCD     |
| N/A         | 2011 | Playa Rob                                  | Bonds and Cons                                         | Cassette |
| 1001-8      | 2012 | Evil Pimp                                  | Da Ruddest                                             | CD       |
| 58M-013     | 2013 | Absztrakkt & Roey Marquis II. + C.L. Audio | Dein Zeichen!                                          | CD       |
| 58M-014     | 2013 | Absztrakkt                                 | Das Buch der drei Ringe                                | CD       |
| 58M-014     | 2013 | Absztrakkt                                 | Das Buch der drei Ringe                                | 2xCD     |
| 1002-6      | 2013 | Krucifix Klan                              | Da Final Sco                                           | CD       |
| 1005-1      | 2013 | Koopsta Knicca                             | Da Devils Playground                                   | CD       |
| SOR-1000-2  | 2013 | Nine                                       | Cloud 9                                                | CD       |
| SOR-1004-1  | 2013 | Morlockk Dilemma                           | Egoshooter                                             | CD       |
| SOR-1000-3  | 2014 | Nine                                       | Nine Livez                                             | CD       |
| N/A         | 2016 | Stan Man                                   | Stan da Fucking Man                                    | CD       |
| SOR-1000-5  | 2016 | Nine                                       | 1999                                                   | LP       |
| SOR-1007-1  | 2016 | Killah Priest                              | The Psychic World of Walter Reed                       | 3xLP     |
| SOR-1006-1  | 2016 | Group Home presents Brain Sick Mob         | Unreleased Siccness                                    | LP       |
| SOR-1006-2  | 2017 | Group Home presents Brain Sick Mob         | Unreleased Siccness                                    | CD       |
| SOR-1008-1  | 2017 | Group Home                                 | Forever                                                | CD       |
| SOR-1008-2  | 2017 | Group Home                                 | Forever                                                | LP       |
| SOR-1009-1  | 2017 | Murder Inc.                                | Let's Die Together                                     | 2xLP     |
| SOR-1009-1  | 2017 | Murder Inc.                                | Let's Die Together                                     | CD       |
| SOR-1009-2  | 2017 | Murder Inc.                                | Let's Die Together                                     | 2xLP     |
| SOR-1010-1  | 2017 | Buckwild                                   | Diggin’ in the Crates – Rare Studio Masters: 1993–1997 | 4xLP     |
| SOR-1011-2  | 2017 | Das EFX                                    | Straight from the Vault                                | LP       |
| SOR-1012-1  | 2017 | Dove Shack                                 | Reality Has Got Me Tied Up                             | LP       |
| SOR-1000-6  | 2017 | Nine                                       | 1999                                                   | CD       |
| SOR 1000-4  | 2017 | Nine                                       | Cloud 9                                                | LP       |
| SOR-1000-7  | 2017 | Nine                                       | Nine Livez                                             | 2xLP     |
| SOR-1000-7  | 2017 | Nine                                       | Death of a Demo                                        | LP       |
| SOR-1000-12 | 2017 | Nine                                       | Death of a Demo                                        | Cassette |
| N/A         | 2018 | Nine                                       | Death of a Demo                                        | CD       |
| SOR-1011-3  | 2018 | Krazy Drayz of Das EFX                     | Showtime                                               | LP       |
| SOR-1011-4  | 2018 | Das EFX                                    | Straight from the Vault                                | CD       |
| SOR-1013-1  | 2018 | Ill-Advised                                | Can U Smell It                                         | LP       |
| SOR-1014-1  | 2018 | Innersoul                                  | The Theory                                             | LP       |
| SOR-1014-1  | 2018 | Innersoul                                  | The Theory                                             | CD       |
| SOR-1017-6  | 2018 | Artifacts                                  | That's Them (Lost Files 1989–1992)                     | LP       |
| SOR-1017-3  | 2018 | Artifacts                                  | That's Them (Lost Files 1989–1992)                     | CD       |
| N/A         | 2018 | Artifacts                                  | That's Them (Lost Files 1989–1992)                     | Cassette |
| SOR-1018-1  | 2018 | Gore Elohim                                | Electric Lucifer                                       | 2xLP     |
| N/A         | 2018 | Blahzay Blahzay                            | ENYthyng Iz Possible                                   | LP       |
| SOR-1020-2  | 2018 | Blahzay Blahzay                            | ENYthyng Iz Possible                                   | CD       |
| AOF002      | 2018 | Artifacts                                  | That's Them (20th Anniversary Edition)                 | 2xLP     |
| N/A         | 2018 | E.C. Illa                                  | Seeds, Stems & Gems Lp + Bonus Lp Live From The Ill    | 2xLP     |
| SOR-1026-1  | 2018 | A.Z.                                       | Street Wise                                            | LP       |
| SOR-1027-1  | 2018 | Concrete Click                             | Lyrical Terrorism (The EP)                             | LP       |
| SOR-1029-1  | 2018 | Microphone Terrorist                       | The Ep                                                 | LP       |
| SOR-1000-10 | 2018 | Nine                                       | The 9 Commandments                                     | LP       |
| SOR-1000-11 | 2018 | Nine                                       | The 9 Commandments                                     | CD       |
| SVG 001     | 2018 | Knucklehedz                                | Stricktly Savage                                       | LP       |
| SVG 001     | 2018 | Knucklehedz                                | Stricktly Savage                                       | LP       |